# Thaïs Henríquez
Thaïs Henríquez Torres (Las Palmas de Gran Canaria, 29 de outubro de 1982) é uma nadadora sincronizada espanhola, medalhista olímpica.

## Carreira
Thaïs Henríquez representou seu país nos Jogos Olímpicos de 2008 e 2012, ganhando a medalha de prata por equipes em Pequim. Em Londres foi bronze por equipes.